# Château Saint-Ange
Le château Saint-Ange (en italien : Castel Sant'Angelo) (Mole Adrianorum ou Castellum Crescentii aux XIe – XIIe siècles), également connu sous le nom de mausolée d'Hadrien, est un monument de Rome, situé sur la rive droite du Tibre en face du ponte Aelius (actuel pont Saint-Ange), à une courte distance du Vatican, entre les rioni du Borgo et de Prati ; il est relié à l'État du Vatican par le couloir fortifié du Passetto di Borgo. Le château a été profondément remanié à plusieurs reprises au Moyen Âge et à la Renaissance.
Depuis le 13 février 1906, le château Saint-Ange est un musée. Propriété de l'État italien, depuis décembre 2014, le ministère de la Culture le gère par l'intermédiaire du complexe muséal du Latium et depuis décembre 2019 par l'intermédiaire de la Direction des musées d'État de Rome.

## Histoire

### Empire romain

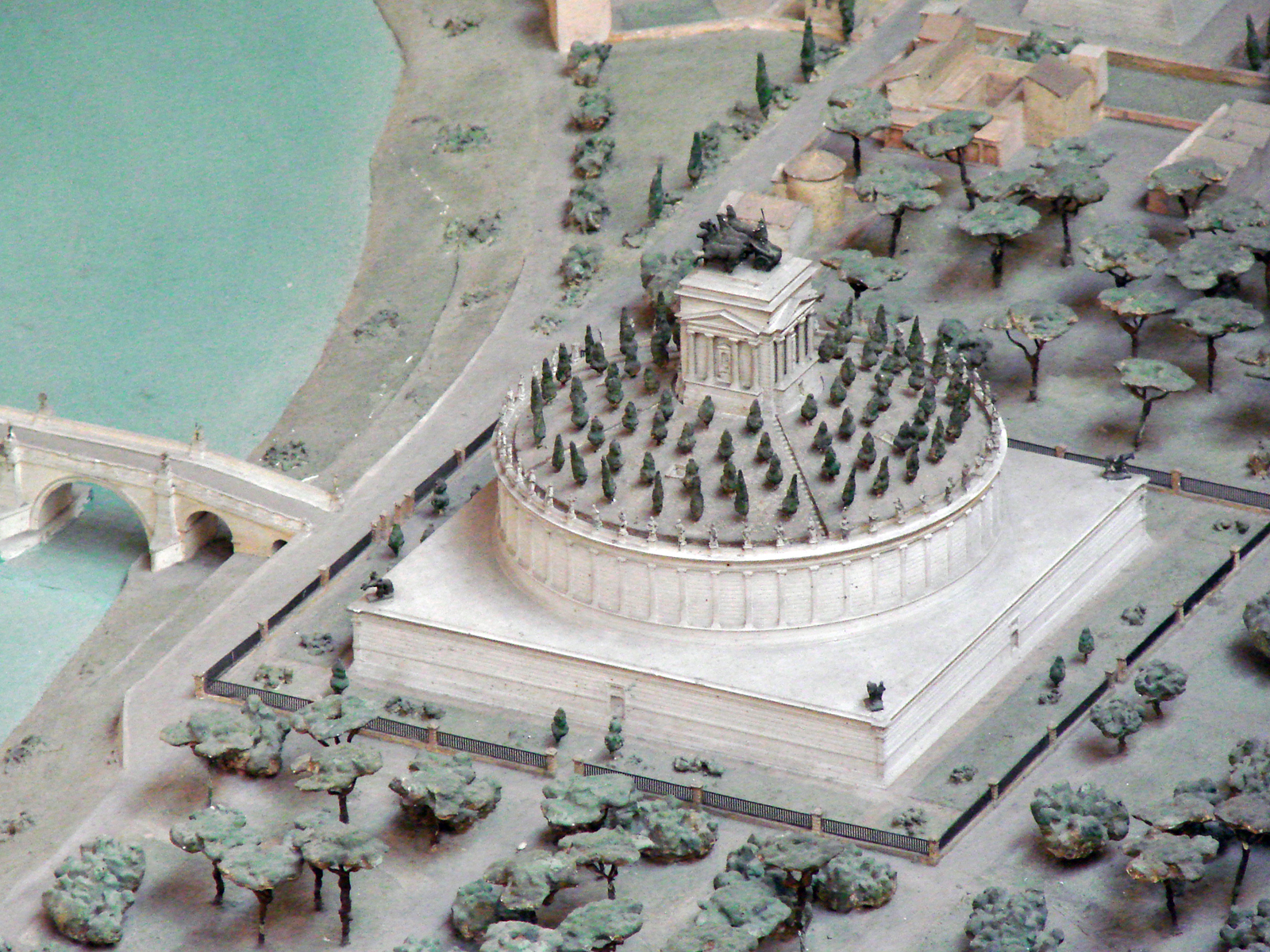
Maquette du mausolée d'Hadrien, musée de la civilisation romaine, Rome.

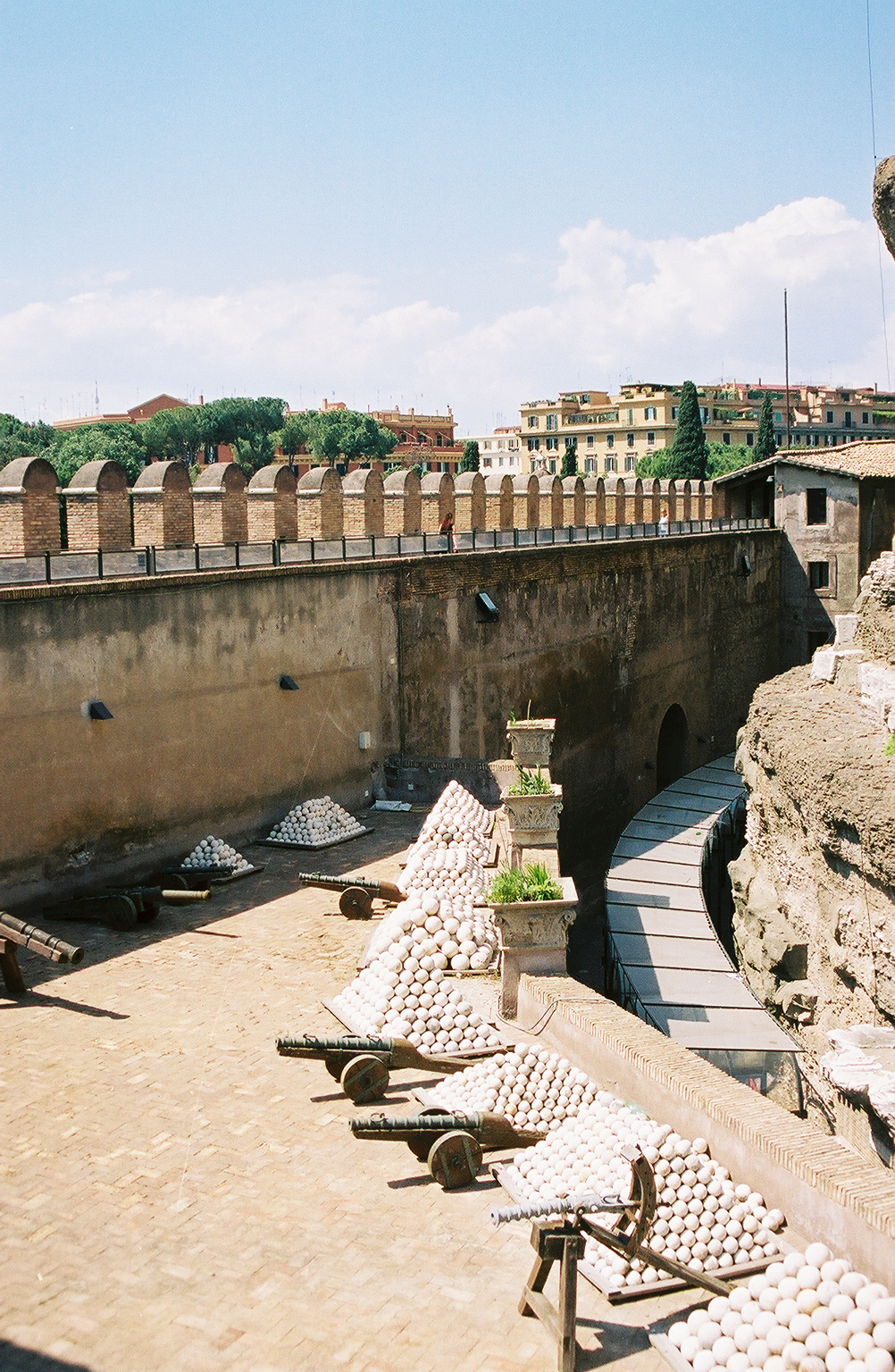
Cour et remparts du château, canons accompagnés de leurs boulets.

En 135, l'empereur Hadrien demande à l'architecte Demetriano de construire un mausolée funéraire pour lui et sa famille, inspiré du modèle du mausolée d'Auguste, dont il doit être le pendant, mais aux dimensions gigantesques. Celui-ci est situé au nord du Champ de Mars, sur la rive gauche du Tibre, alors que le mausolée d'Hadrien est érigé sur la rive droite, en face du Champ de Mars. L'allure générale des deux édifices est similaire. Les travaux durent plusieurs années et sont achevés par Antonin le Pieux en 139. Il est relié au Champ de Mars par un pont spécialement construit, le pont Elio. 
Le mausolée était composé d'une base carrée (84-89 m de longueur de côté, 10–15 m de haut), recouverte de marbre de Carrare, avec une frise décorative à têtes de bœuf (Bucrani) et des pilastres d'angle. Les noms des empereurs enterrés à l'intérieur pouvaient être lus sur la frise faisant face au fleuve. De ce côté se trouvait également l'arc d'entrée dédié à Hadrien ; le dromos (passage d'accès) était entièrement recouvert de marbre jaune antique.
Au-dessus du cube de base, la tombe avait la forme d'un cylindre plat (64 m de diamètre, 20 m de haut) de pépérin (roche volcanique) et d'opus caementicium (béton de ciment romain) recouvert de travertin romain, un calcaire de Tivoli, et de pilastres rainurés. Le sommet du cylindre a probablement été conçu comme un jardin avec des cyprès avec des statues de marbre qui ornaient le pourtour du monument ; il en reste encore des fragments retrouvés sur place. La statue la plus intacte retrouvée est le célèbre Faune Barberini. Un petit temple rond se tenait probablement au milieu. La butte était enfin surmontée d'un quadrige de bronze mené par l'empereur Hadrien figuré en dieu soleil, posé sur une haute base ou, selon d'autres, sur une tholos circulaire. Autour du mausolée courait un mur avec une porte en bronze ornée de paons en bronze doré, dont deux sont conservés au Vatican.
À l'intérieur, des puits de lumière éclairaient la rampe en spirale de brique recouverte de marbre qui, par une lente ascension, reliait l'entrée ou dromos à la cellule funéraire, située au centre du tumulus. Cette dernière, carrée et entièrement recouverte de marbre polychrome, était surmontée de deux autres salles, peut-être également utilisées comme chambres funéraires.
Le style architectural peut sembler inhabituel, mais il existait des structures similaires à l'époque, comme le mausolée de l'empereur Auguste ou la tombe de Cæcilia Metella sur la voie Appienne. Le style remonte à des tombes encore plus anciennes des Étrusques.
Les cendres d'Hadrien y sont déposées en 139. Le mausolée abritait les restes de l'empereur Hadrien et de sa femme Sabine, de l'empereur Antonin le Pieux, de sa femme Faustine l'Ancienne et de trois de leurs enfants, de Lucius Aelius, de Commode, de l'empereur Marc Aurèle et de ses trois fils, de l'empereur Septime Sévère, de sa femme Julia Domna et leurs fils et empereurs Geta et Caracalla. Caracalla est le dernier empereur à s'y faire ensevelir.

### De 403 à la papauté d'Avignon

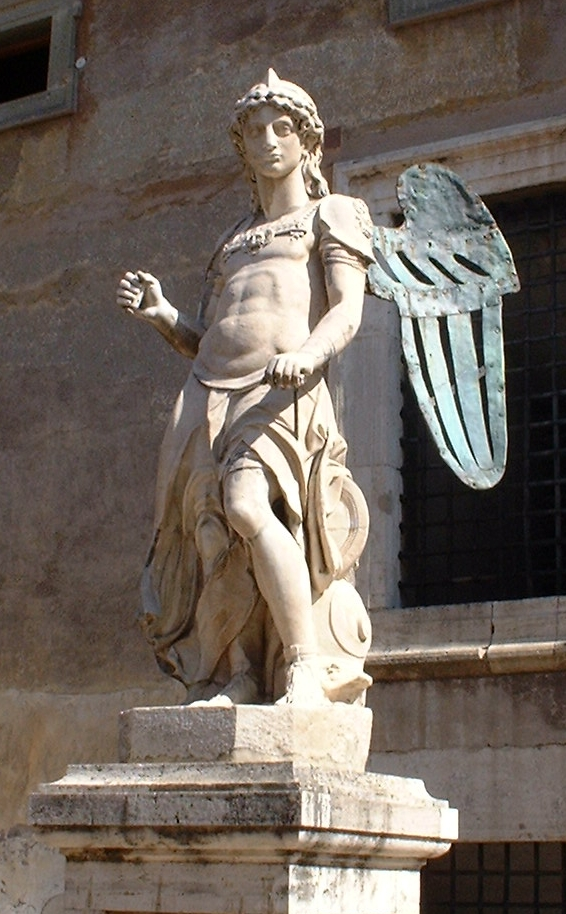
Ange de Raffaello da Montelupo (1504–1566). Autrefois situé au sommet du château Saint-Ange (Rome), désormais dans la cour de l'Ange, au débouché de la rampe hélicoïdale.

En 403, l'empereur d'Occident Flavius Honorius inclut l'édifice dans le mur d'Aurélien : à partir de ce moment, l'édifice perd sa fonction originelle de sépulture pour devenir une forteresse, un rempart avancé au-delà du Tibre pour la défense de Rome. C'est alors que le mausolée est désigné pour la première fois par le nom de castellum. Il sauve la région du Vatican du sac de Rome en 410 par les Wisigoths d'Alaric Ier et des Vandales de Genséric en 455. Pour se défendre, les Romains jettent tout ce qu'ils ont sous la main sur les assaillants, même les statues : l'une d'elles, le soi-disant Faune Barberini, est retrouvé plus tard dans les fossés du fort. Au début du VIe siècle, il est utilisé comme prison d'État par Théodoric le Grand. Quand le roi ostrogoth Vitigès attaque Rome en 537, les soldats défendant le castellum se servent à nouveau des statues de bronze qui le décorent comme projectiles. En 546, le roi ostrogoth Totila s'empare de Rome et, reconnaissant l'importance de l'édifice, l'insère dans une structure fortifiée protégeant la rive droite. Le quartier prend ainsi le nom de Borgo.
Selon la tradition, le monument tire son nom actuel d'une tradition étayée surtout au IXe siècle, se rapportant à la grande peste de 590. Rome étant en proie à ce grave fléau, le pape Grégoire Ier décide d'organiser une procession pénitentielle solennelle. Alors que le pontife, en tête de la procession, traverse le Pont Elio, il a la vision de l'archange Michel qui, au sommet de la Mole Adriana, remet son épée au fourreau : cela est interprété comme un signe céleste annonçant la fin imminente de l'épidémie à la suite des pénitences et du jeûne qu'a imposés le pape au peuple romain dans cet objectif. À partir de ce moment la Mole Adriana est connue sous le nom de Castel Sant'Angelo : à son sommet sont érigées une église nommée « Sant'Angelo usque ad caelos » dédiée par le pape Boniface IV au VIIe  et au  XIIIe siècle, une statue de l'ange en train de rengainer  son épée. Une statue de l'archange vint plus tard coiffer le bâtiment sur sa plus haute terrasse, d'abord un marbre de Raffaello da Montelupo datant de 1544, puis, depuis 1753, un bronze de Peter Anton von Verschaffelt. Aujourd'hui encore est conservée aux musées du Capitole, une pierre circulaire avec des empreintes de pas qui, selon la tradition, sont celles laissées par l'Archange lorsqu'il s'est arrêté pour annoncer la fin de la peste .  
Au début de l'ère chrétienne, le quartier du Borgo jouit d'une localisation à proximité du Vatican : les pèlerins affluant, des structures se mettent en place pour les accueillir. 
Cependant, en 846, les Sarrasins font une incursion soudaine dans la ville, pillent la basilique Saint-Pierre et dévastent le Borgo. Pour protéger la forteresse, le pape Léon IV la relie par une muraille au château. La zone ainsi délimitée forme la « cité léonine ». Le château est ensuite transformé en prison, où quatre des papes du IXe siècle trouvent la mort.
La possession du fort fait l'objet de discorde entre de nombreuses familles nobles romaines : dans la première moitié du Xe siècle, l'édifice est devenu le fief du sénateur Théophylacte Ier de Tusculum et de sa famille, sa fille Marozie Ire et son neveu Alberico, qui l'utilisent également comme prison, usage que le château conservera jusqu'en 1901. Marozie Ire, autrefois amante du pape Serge III et épouse d'Albéric Ier marquis de Spolète, puis de Guy de Toscane, figure de proue de la pornocratie, en fait sa résidence. En 932, peut-être pour être « spirituelle », elle veut célébrer son troisième mariage avec Hugues d'Arles dans la chambre funéraire des empereurs au château Saint-Ange. Mais le geste ne lui porte pas chance car, lors du dîner de noces, Alberico II, le fils du premier lit, surgit soudain, forçant Hugues à fuir et s'emparant du pouvoir. Marozie finit ses jours dans une cellule sombre du château.  
Dans la seconde moitié du Xe siècle, le château passe aux mains de la puissante « famille » des Crescentius et y reste pendant un siècle, durant lequel les Crescentius le renforcent au point d'imposer leur nom à l'édifice : Castrum Crescentii. Le château Saint-Ange a été identifié pendant longtemps à ce nom, même après le transfert de propriété aux Pierleoni, puis aux Orsini, à qui il a probablement été cédé par le pape Nicolas III de cette famille, qui l'a conservé jusqu'en 1365 environ, date à laquelle elle l'a cédé à l'Église,.  
En 998, Crescentius Nomentanus se barricade face aux assauts d'Otton III (empereur du Saint-Empire), en vain, car il finit décapité sur la plate-forme de la citadelle. Durant la longue lutte opposant le pape à l'empereur, le château devient un refuge pour les papes. Grégoire VII s'y retranche en 1083 pour résister à Henri IV du Saint-Empire. Nicolas III, compte tenu de la réputation d'imprenabilité du château et de sa proximité avec la basilique Saint-Pierre et le palais du Vatican, décide de transférer partiellement le siège apostolique, alors au palais du Latran, qu'il considère comme dangereux. Pour assurer une plus grande sécurité, il crée en 1227, le célèbre passetto, un couloir suspendu reliant le château au Vatican, offrant ainsi une possibilité de fuite rapide du pontife de la basilique Saint-Pierre à la forteresse. C'est à cette époque que, pour contrer les Colonna, possesseurs du mausolée d'Auguste, la puissante famille Orsini, dont est issue Nicolas III, s'adjuge le château.  
En 1367, les clés de l'édifice sont remises au pape Urbain V, pour l'inciter à revenir à Rome après la Papauté d'Avignon. À partir de ce moment, le château Saint-Ange lie inextricablement son destin à celui des papes : grâce à sa structure solide et fortifiée, les papes l'utiliseront comme refuge en cas de danger, pour héberger les Archives apostoliques du Vatican et son Trésor, et comme tribunal et prison.

### Du retour des papes d'Avignon auXIXesiècle

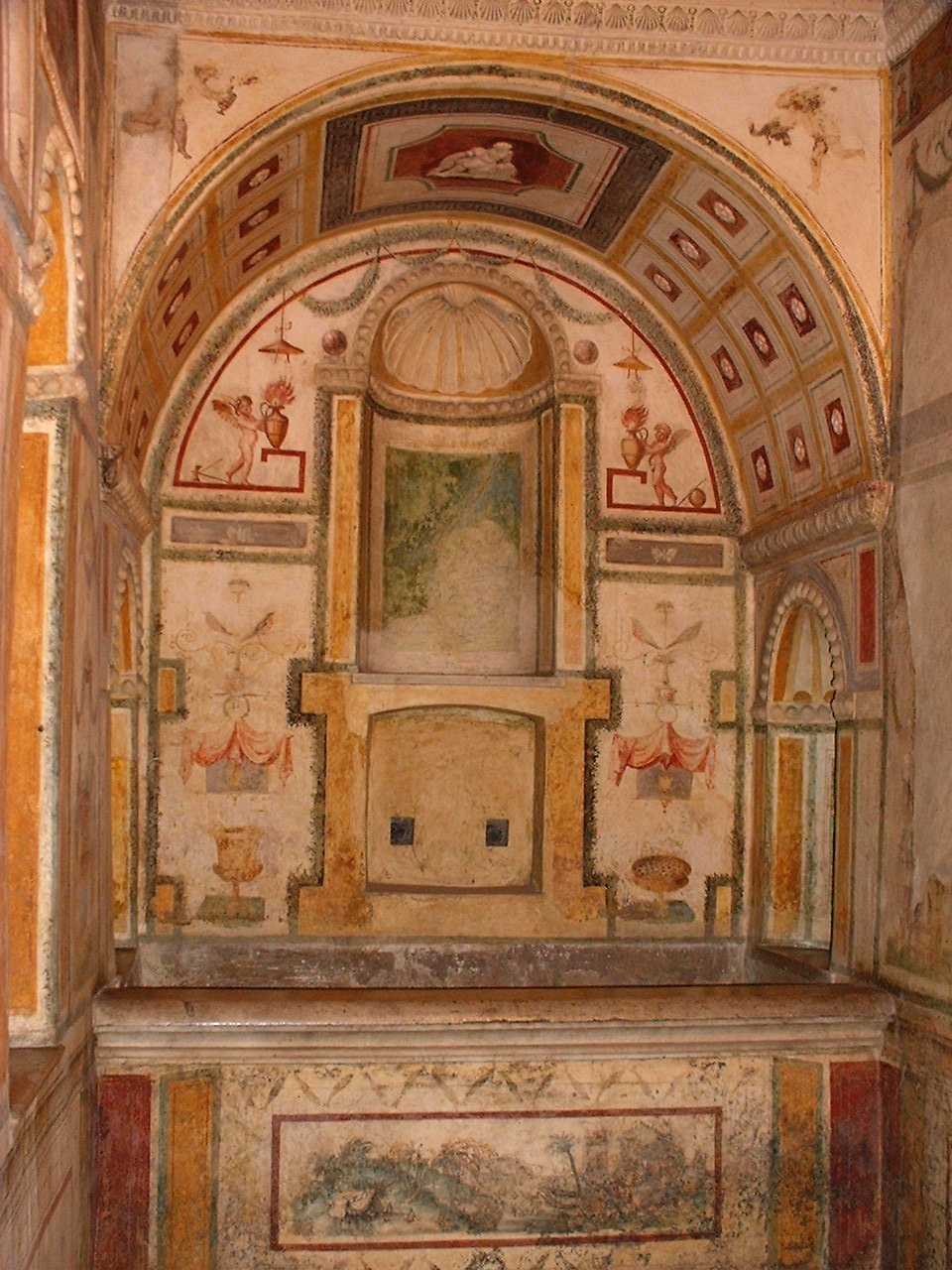
Salle de bains de Clément VII.

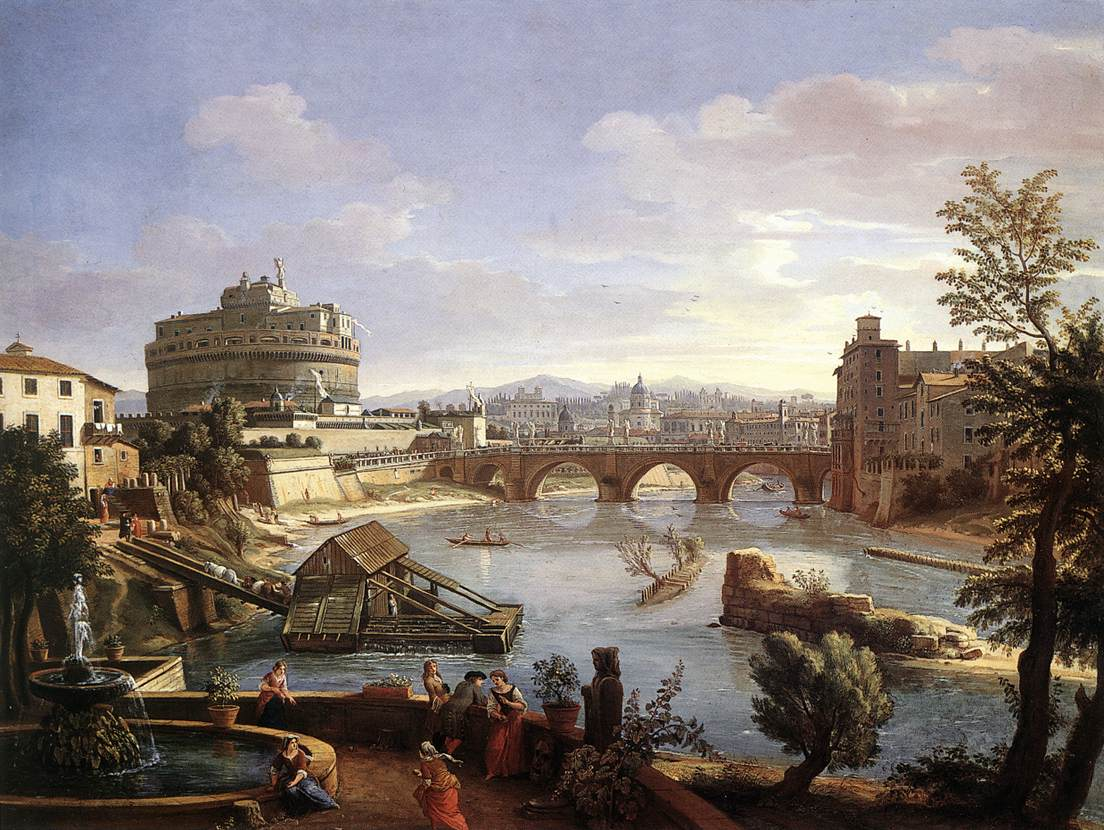
Vue du quartier du château saint-Ange dans un tableau de la fin du XVIIe siècle.

Quand Urbain V quitte Avignon pour rentrer à Rome, il se fait remettre non les clefs de la ville mais celles du château, lequel reprend son rôle de forteresse protégeant la Cité léonine (actuellement le Vatican). Son successeur, Grégoire XI, doit cependant subir l'hostilité du peuple romain. En 1379, le château est presque rasé par la population en colère contre la garnison française laissée au château par Urbain V. La reconstruction commence en 1395 sous Boniface IX qui charge l'architecte militaire Niccolò Lamberti d'effectuer une série d'interventions pour renforcer la structure défensive du château. L'entrée de celui-ci n'est devenue possible que par une seule rampe d'accès et un pont-levis. Au sommet de l'édifice, la chapelle dédiée à saint Michel archange est reconstruite. Il fait percer une large rampe permettant le transport de vivres et de munitions. Des meurtrières sont creusées dans les murailles.
Au cours des quatre siècles suivants, des interventions et des transformations ont lieu : Nicolas V (1447-1455) dote le château d'une résidence papale - la première à l'intérieur du bâtiment - et construit trois bastions aux angles du quadrilatère extérieur et deux tours. Il prévoyait également la reconstruction du pont Sant'Angelo, qui s'est effondré à l'occasion des événements du jubilé. Alexandre VI Borgia charge l'architecte Antonio da Sangallo le Vieux d'effectuer d'autres travaux de fortification, après quoi le bâtiment prend le caractère d'une véritable forteresse militaire selon les techniques les plus modernes de « fortification bastionnée » : quatre bastions sont construits, dédiés aux saints évangélistes, qui incorporent les structures précédentes construites sous Nicolas V. Pour assurer un meilleur contrôle des voies d'accès au château, le pape Alexandre VI construit alors une autre tour cylindrique à l'embouchure du pont et creuse un fossé rempli avec les eaux du Tibre.
Les travaux commandés par Alexandre VI ne visent pas seulement à renforcer la structure défensive de l'édifice : le pape dote le château d'un nouvel appartement, qu'il fait décorer de fresques par Pinturicchio, et ajoute des jardins et des fontaines. Durant son pontificat, Alexandre transforme le château, dans lequel il aime résider, en un somptueux palais où il organise des banquets, des fêtes et des représentations théâtrales. Les chroniques de l'époque décrivent la demeure comme luxueuse et somptueuse, mais aujourd'hui il n'en reste rien, ayant été démolie par Urbain VIII en 1628 pour faire place à de nouvelles fortifications.
Ces aménagements permettent à Alexandre VI de s'y réfugier lorsque Rome est occupée par Charles VIII (roi de France) en 1494 (première guerre d'Italie) et à Clément VII de résister six mois au siège des lansquenets de Charles Quint lors du terrible sac de Rome (1527). Il parvient à s'enfuir, sous un déguisement, par la porte dérobée du jardin Saint-Pierre pour rejoindre Orvieto.
En 1525, Clément VII fit construire la Stufa, comme on appelait alors une salle de bains privative : une petite pièce décorée de fresques d'ornements profanes (dauphins, coquillages, nymphes, amours, personnages mythologiques) qui se visite encore aujourd'hui. Dans la pièce, il y avait aussi une cuve dans laquelle on versait de l'eau d'une Vénus nue en bronze, laquelle a été ensuite perdue.
Le sac de Rome démontre l'utilité du château aux papes, qui entreprennent de grandioses travaux d'adaptation et y installent une véritable résidence papale. En 1542, Paul III fait rénover le château par les architectes Raffaello Sinibaldi da Montelupo et Antonio da Sangallo le Jeune, architecte en chef de la fabrique de la basilique Saint-Pierre à partir de 1520. La décoration des chambres est confiée à Perin del Vaga et Luzio Luzi da Todi, avec la collaboration de Livio Agresti de Forlì. Le grand mur bastionné pentagonal qui l'entoure, dernier épisode d'une longue histoire de fortifications, est commencé sous le pape Paul IV (1555-1559) et achevé sous ses successeurs par Francesco Laparelli.
Dès 1623, Urbain VIII détruit toutes les fortifications précédentes, y compris la tour Borgia entre le pont et le château, et déplace la porte principale sur le côté droit. Il fait également fait construire un grand mur-rideau avant. Il « dérobe » au Panthéon, le bronze nécessaire pour confectionner l'artillerie du château. 
Entre 1667 et 1669, Clément IX fait placer dix anges en marbre sur le pont Elio : depuis lors, le pont s'appelle également Saint-Ange.
Jusqu'au XIXe siècle, le château servira à la papauté exclusivement de prison politique (Marco Antonio de Dominis en (1624), Niccolò Coscia en (1733), etc.), appelée du nom de Forte Sant'Angelo. 
À la fin du XVIIIe siècle, les papes négligent l'endroit jusqu'à ce que le château soit confisqué par les soldats de la République française.

### De l'unification de l'Italie à nos jours

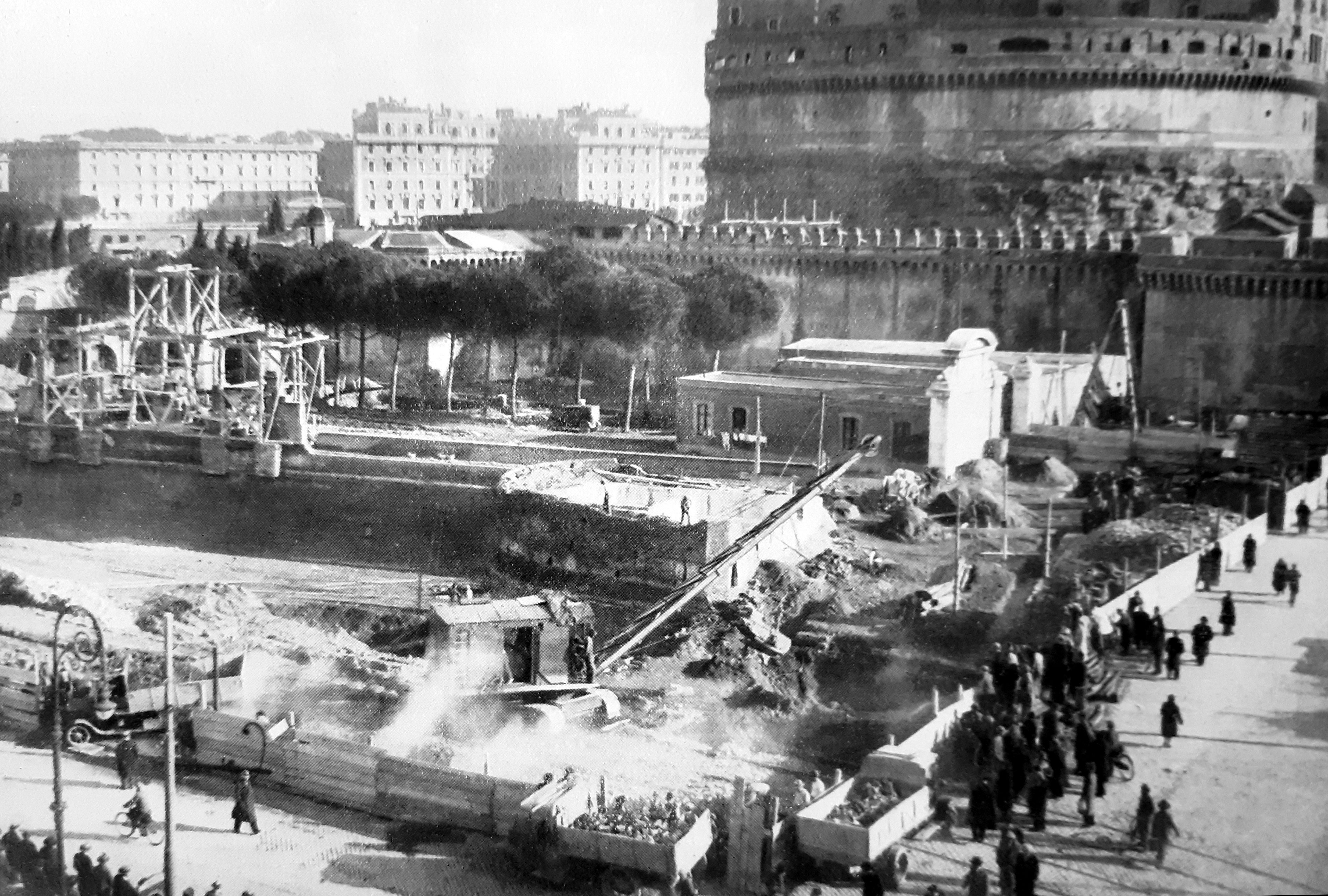
Travaux pour la restauration des fossés et des remparts en 1933.

Le 21 juillet 1871, le drapeau pontifical est amené pour la dernière fois par les troupes pontificales, sous les yeux de l'armée italienne, qui prend possession du lieu.
Après le Risorgimento, le château est d'abord utilisé comme caserne, puis comme musée. À cet effet, il fait l'objet de travaux de restauration par le Génie de l'armée royale, sous la direction du colonel Luigi Durand de la Penne, avec son collaborateur le capitaine Mariano Borgatti, qui est le premier à concevoir le projet de restauration du monument en lui rendant son apparence ancienne ; en réalité, les résultats des travaux de restauration sont jugés par beaucoup comme assez discutables car ils ont conduit à l'annulation de l'empreinte bicentenaire du château.
Le bâtiment est destiné à être le siège du Musée du génie militaire en cours de création, inauguré le 13 février 1906, avec Borgatti lui-même comme premier directeur ; en 1911, le musée est déplacé dans la « caserne » adjacente d'Urbain VIII, avant d'être définitivement déplacé vers un autre emplacement en 1939.
Les restaurations de 1933-1934 concernent les douves et les remparts et l'aménagement de l'espace entre le mur carré et la structure pentagonale en jardin, tout en supprimant la caserne d'Urbain VIII.
Restauré au début du XXe siècle, le château Saint-Ange est isolé des constructions aux alentours de 1934. 
En 2016, le musée national du château Saint-Ange a été visité par 1 234 443 personnes ce qui en fait le 5e musée italien en nombre de visiteurs.

### Prisonniers célèbres

Château et pont Saint-Ange avant la restauration en 1901. Y figurent l'horloge, la porte décentrée du pont, les bâtiments de la caserne derrière le mur, les bastions sont invisibles.

De nombreuses pièces à l'intérieur du château sont destinées à la prison, qui peuvent encore être visitées aujourd'hui. La cellule la plus infâme est celle appelée Sammalò ou San Marocco, à l'arrière du bastion de San Marco. Le condamné y était descendu par le haut et avait à peine la place de s'y installer, à moitié replié, ne pouvant ni se tenir debout ni s'allonger. La cellule était autrefois l'une des quatre bouches d'aération de la pièce central du mausolée d'Hadrien, où se trouvaient les urnes impériales, et qui surplombait la volée d'escalier. Au Moyen Âge, elle a été transformée en donjon.
À l'étage inférieur de la construction semi-circulaire du Cortile del Pozzo, érigée par Alexandre VI, se trouvaient les cellules réservées aux personnages importants. Benvenuto Cellini y est resté entre 1538 et 1539. Son évasion est célèbre : lors d'une fête en cours au château, l'artiste réussit à s'évader en descendant du haut du mur d'enceinte avec une corde faite de draps. Il se casse la jambe dans sa chute, mais réussit tout de même à rejoindre la maison de son ami le cardinal Cornaro. Capturé à nouveau, il est ramené au château Saint-Ange et enfermé dans les « cachots », preuve de son évasion, qui sont les prisons historiques du château. Cellini est notamment dans celle du « prédicateur de Foiano », Benedetto Tiezzi, qui y avait été affamé ; il y reste un an, puis il est gracié par le pape à la suite de l'intercession d'Hippolyte d'Este et du roi de France, son grand admirateur. Sa cellule est célèbre car sur un mur, Cellini dessina au fusain rudimentaire, d'après ce qu'il raconte dans sa Vie (I, 120), un Christ ressuscité, dont encore aujourd'hui quelques traces sont signalées aux visiteurs. En réalité, ces restes de charbon de bois ne seraient que des signes « produits par des crevasses dans un mur, lequel n'a pas été blanchi depuis des siècles ».
Sur le soi-disant Giretto di Pio IV, à droite de la Loggia di Paolo III, onze prisons ont été utilisées pour les prisonniers politiques. Il s'agissait à l'origine de chambres construites pour la famille du pape Grégoire XVI.
Dans l'ancienne loggia supérieure de l'appartement pontifical de Paul III se trouve la Cagliostra, ainsi appelée parce qu'en 1789, le célèbre aventurier Joseph Balsamo, dit comte de Cagliostro, y fut retenu prisonnier. C'était une prison de luxe, destinée aux détenus éminents.
Dans les cellules du château Saint-Ange, ont été détenus, entre autres, les humanistes Bartolomeo Sacchi et Giulio Pomponio Leto, Beatrice Cenci, condamnée à mort malgré son très jeune âge et des circonstances atténuantes, et Giordano Bruno, ainsi que les patriotes italiens pendant le Risorgimento.
Contrairement à Benvenuto Cellini, de nombreux prisonniers illustres du château Saint-Ange y ont perdu la vie. Beaucoup d'entre eux ont été victimes des Borgia. Parmi eux, le cardinal Giovanni Battista Orsini qui a été emprisonné au château Saint-Ange avec l'accusation d'avoir tenté d'empoisonner le pape Alexandre VI. Devant la gravité de l'accusation, la mère et l'amante du cardinal, craignant pour le sort de leur parent, se présentent au pontife avec une offre : une perle rare et très précieuse en échange du cardinal, connaissant la faiblesse des Borgia pour les perles (il semble que Lucrèce Borgia en possédait plus de trois mille). Le pape accepte la proposition, prend la perle et, tenant parole, renvoie le cardinal, mort.
Les procès avaient eu lieu dans la « salle de justice », les exécutions généralement à l'extérieur du château, sur la petite place au-delà du pont Saint-Ange, même s'il y a eu de nombreuses exécutions sommaires à l'intérieur du château et dans les prisons elles-mêmes. Dans la zone de la cour devant la « Chapelle des Condamnés » ou « du Crucifix », au XIXe siècle, les condamnations à mort étaient exécutées par balle. À chaque exécution d'une condamnation à mort, la « cloche de la Miséricorde » sonnait sur la terrasse au pied de la statue de l'Ange.
Les prisons constituent le décor du troisième acte de Tosca de Giacomo Puccini, qui se déroule à Rome en 1800 : le peintre Cavaradossi, condamné à mort, se retrouve à la prison du château Saint-Ange ; il est abattu dans la cour et sa maîtresse, Tosca, désespérée, se tue en sautant des remparts du château.

## Histoire du nom

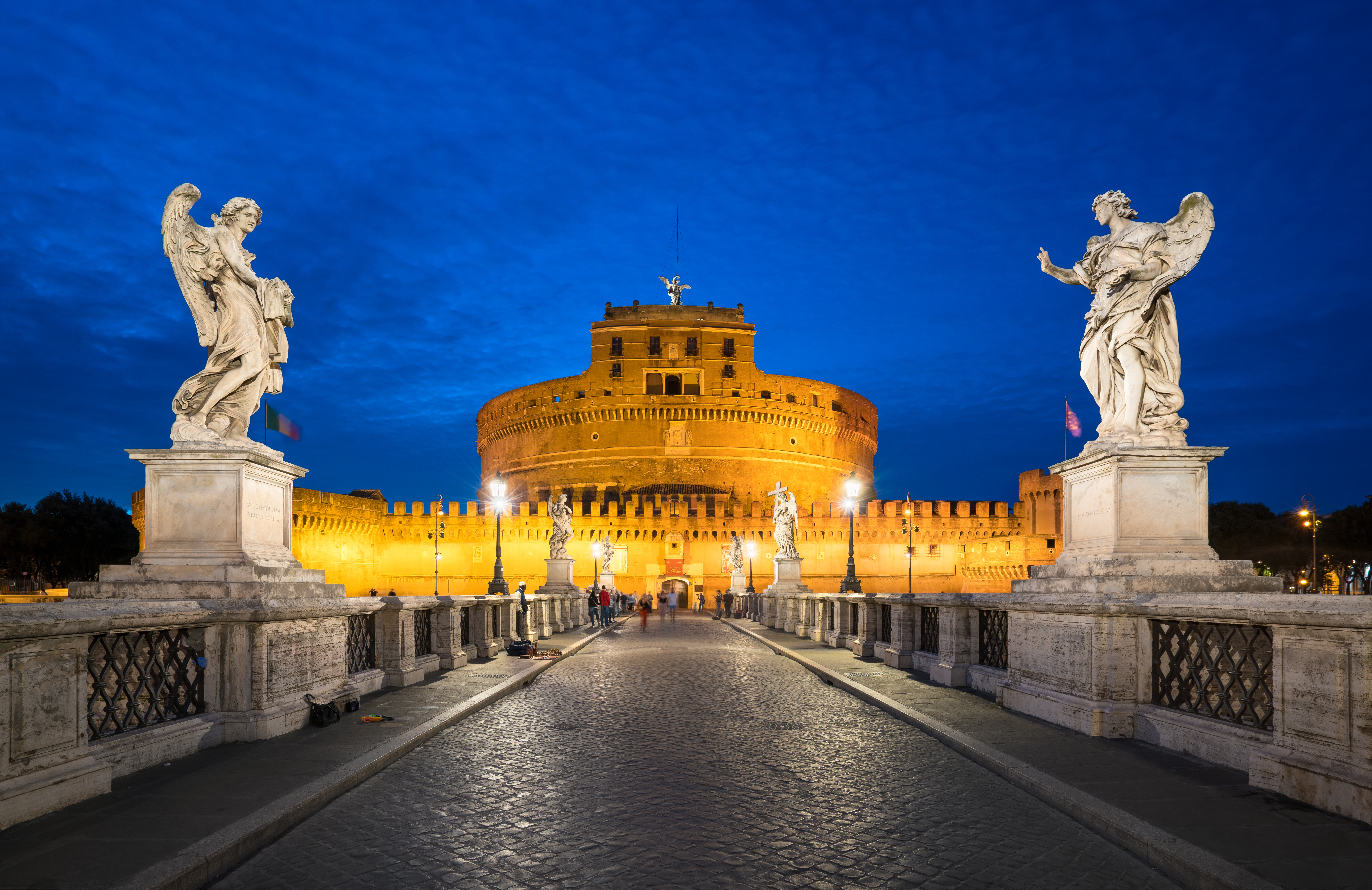
Le pont et le château Saint-Ange vus de nuit.

En 403, l'empereur Flavius Honorius l'inclut dans les murs de Rome, le transformant en une sorte de forteresse pour la défense de la ville : l'appellation de castellum lui est donnée.
En 590 apparaît également la dénomination castellum sancti Angeli, en souvenir de la vision par le pape Grégoire le Grand de l'archange Michel rengainant son épée sur la Mole Adriana, lors d'une procession pénitentielle pour conjurer la peste qui sévit sur Rome, une vision interprété comme un présage de la fin imminente de l'épidémie, qui s'est produite rapidement.
En 974, il est repris par Crescenzio, appartenant à la famille Alberico, qui l'a fortifié : il est donc rebaptisé Castrum Crescentii. Ce nom perdurera jusqu'à la seconde moitié du XVe siècle, laissant ensuite définitivement place à la dénomination actuelle.
Jusqu'au XIe siècle, on l'appelle Adrianeum, mais aussi templum Adriani et templum et castellum Adriani, en souvenir de son origine voulue par l'empereur Hadrien en 135 pour servir de tombeau impérial à lui-même et à ses successeurs. La mémoire de ces noms se trouve dans la diction moderne de Mole Adriana.
Depuis le XIe siècle, l'appellation mixte Castrum nostrum Crescentii et Castrum Sancti Angeli est utilisée dans les bulles pontificales.
Dans les chansons de geste, il est aussi appelé Torre ou Palais Croissant, nom probablement né d'un malentendu de Castrum Crescentii, puisqu'il désigne littéralement un hypothétique « palais du croissant ».
Avant l'an 1000, les chroniqueurs l'appelaient domus Theodorici et aussi carceres Theodorici car Théodoric le Grand, roi d'Italie de 493 à 526, l'utilisa comme prison, fonction qui fut également maintenue sous les papes et par le gouvernement italien jusqu'en 1901.

## Anges

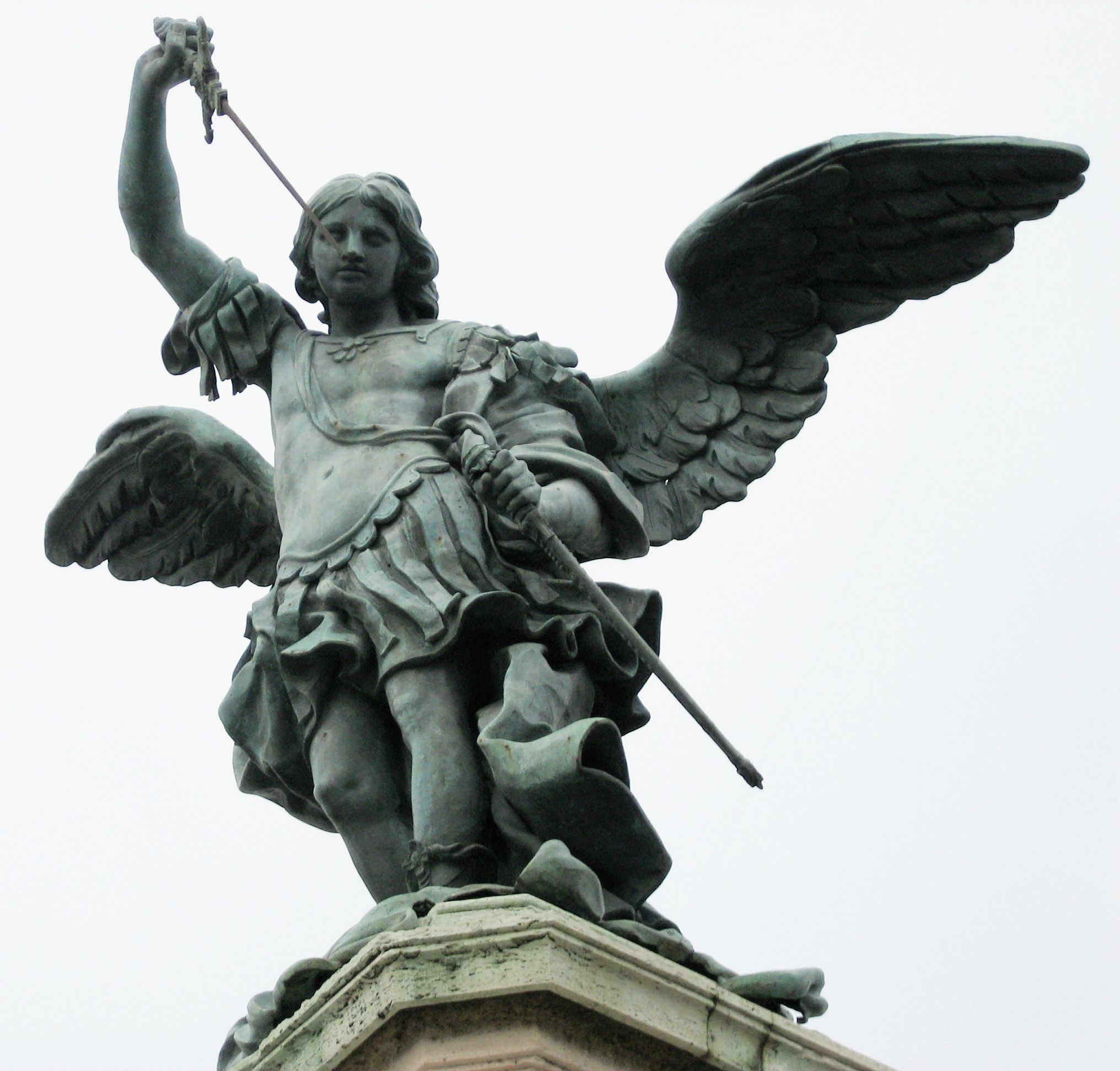
Peter Anton von Verschaffelt, statue de l'archange saint Michel.

Pour commémorer l'événement qui a donné à la structure son nom actuel, la statue d'un ange couronne le bâtiment. À l'origine c'était une statue en bois qui parachevait la construction ; le deuxième ange, en marbre, fut détruit en 1379 lors d'un siège et remplacé en 1453 par un ange en marbre aux ailes de bronze. Cet ange fut détruit en 1497 par la foudre qui fit exploser une poudrière du château ; il fut remplacé par un en bronze doré mais cependant coulé en 1527 pour fabriquer des canons. Ont été ensuite installées une statue en marbre aux ailes en bronze de Raffaello da Montelupo datant du XVIe siècle, actuellement visible dans le Cortile dell'Angelo, puis, en 1753, l'actuel ange en bronze de Peter Anton von Verschaffelt, qui a subi une restauration entre 1983 et 1986.

## Description
Depuis 1925, il est devenu un musée national et abrite une collection de peintures et d'armures.
Les modifications apportées au bâtiment au fil du temps, en vertu des différentes utilisations qui en ont été faites au cours des siècles, définissent aujourd'hui trois typologies architecturales réunies en un seul monument, facilement perceptibles et distinguables sur 7 niveaux.

### Mausolée
Le mausolée se développe sur les niveaux 1, 2 et 3, à partir desquels l'accès au monument s'effectue, par le Dromos, l'atrium et la rampe en spirale, jusqu'à la salle des urnes. Ce chemin a été restauré au plus haut niveau possible de fidélité historique. Au niveau 3 de la structure hadrienne - sous ce qui est aujourd'hui le Cortile dell'Angelo - des réserves de céréales et d'huile ont été aménagés, probablement au Moyen Âge. Au-dessous de l'autre cour - celle d'Alexandre VI ou du puits - les soi-disant « prisons historiques » ont été créées par Alexandre VI Borgia.

### Fortifications
Le château, modifié à plusieurs reprises entre les IVe et XVIIe siècles et plus récemment restauré avec de fortes altérations et des restaurations partielles ultérieures dans la première moitié du XXe siècle, constitue la fortification du niveau 2. La meilleure lecture de cette structure provient des images aériennes. Il est cependant possible de longer le chemin de ronde entre les remparts nommés d'après les quatre évangélistes. En commençant par celui à gauche de la porte d’entrée, les bastions sont dédiés à saint Matthieu, saint Marc, saint Luc et saint Jean. Ceux qui donnent sur le Tibre et vers la ville (et devaient défendre le pape des agressions internes) sont donc saint Matthieu et saint Jean, tandis que ceux qui regardaient la campagne et étaient destinés à la défense des ennemis extérieurs (et peut-être même pour couvrir les fuites et sorties du Vatican) étaient ceux de saint Marc (point d’arrivée du Passetto di Borgo) et de saint Luc.

### Appartements pontificaux
Au niveau 4 se trouvent la cour de l'Ange, la cour et la chapelle de Léon X, la cour avec le puits et les chambres attenantes d'Alexandre VI, et la stufetta de Clément VII.
Au niveau 5 se trouvent les salles Renaissance les plus somptueuses et les mieux conservées, les appartements privés de Paul III Farnèse, avec la loggia peinte par Antonio da Sangallo le Jeune, tournée au nord vers la Via Flaminia et les somptueuses salles décorées de fresques : la salle Pauline (salle de représentation), la salle de Persée (le studiolo, communiquant, avec le stufetta de Clément VII), la salle d’Amour et Psyché (chambre à coucher). La position dominante de ce niveau avait déjà été occupée vingt ans plus tôt par la loggia de Jules II (1504), dominant le pont et la ville. On y trouve encore les deux « promenades » entre les loggias - celle couverte par Pie IV Médicis et celle découverte par Alexandre VII Chigi.
Les appartements de Paul III Farnèse ont été décorés entre 1542 et 1549 de fresques maniéristes dont : la Salle Pauline décorée de la Vie d'Alexandre le Grand de Marco Pino ; la Salle de l'Adrianeum abritant les Bacchanales de Dosso Dossi ; la Salle des Guirlandes avec le Saint Jérôme de Lorenzo Lotto ; la Salle d'Apollon, décorée de fresques de Perin del Vaga (1547).
Au niveau 6, également organisé et décoré dans la restructuration commandée par le pape Farnèse, se trouvent la bibliothèque, la salle du Trésor avec ses armoires et ses coffres (par certains elle est considérée comme la chambre funéraire de l'empereur Hadrien), la salle des Festons, la soi-disant Adrianeo et enfin la Cagliostra, à l'origine la chambre haute de la loggia Farnèse, puis utilisée comme prison pour les détenus importants (le nom dérive de l'emprisonnement de Cagliostro en 1789-1791). À ce niveau fut édifié au milieu du XVIIIe siècle, posé sur la loggia de Jules II, c'est-à-dire face au pont et à la ville, l'appartement du château, sept pièces servant aujourd'hui de bureaux.
Au niveau 7 se trouvent des salles destinées dès le XVIIe siècle à abriter des archives pour lesquelles l'espace des salles du dessous ne suffisait plus : la « salle ronde », l'extrême partie supérieure de la tour de l'époque d'Hadrien, en correspondance avec la salle du Trésor, et la salle des colonnes, construite au milieu du XVIIIe siècle. De la salle ronde, un accès conduit sur la « terrasse des anges » d'où il est possible de voir « tout Rome ».

### Œuvres d'art
- Lorenzo Lotto, Saint Jérôme pénitent, vers 1509.
- Carlo Crivelli, Christ bénissant et Saint Onofrio, 1493.
- Ambrogio Zavattari, La Vierge à l'Enfant  avec les saints Ambroise, Jean-Baptiste, Pierre, Vittore, Benoît et Antoine abbé, 1459.

## Dans les arts et la culture

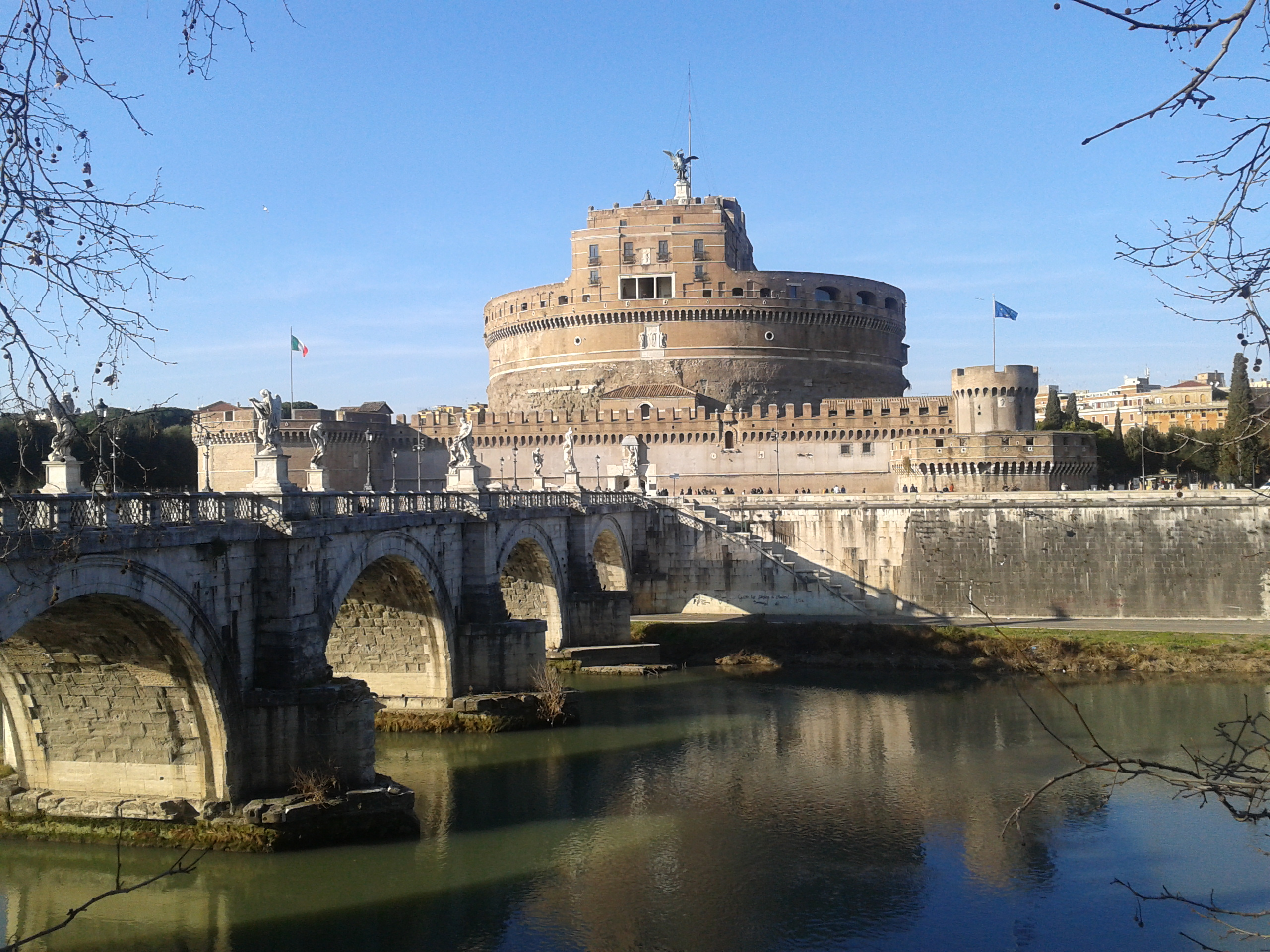
Château Saint-Ange, vu depuis la rive opposée du Tibre.

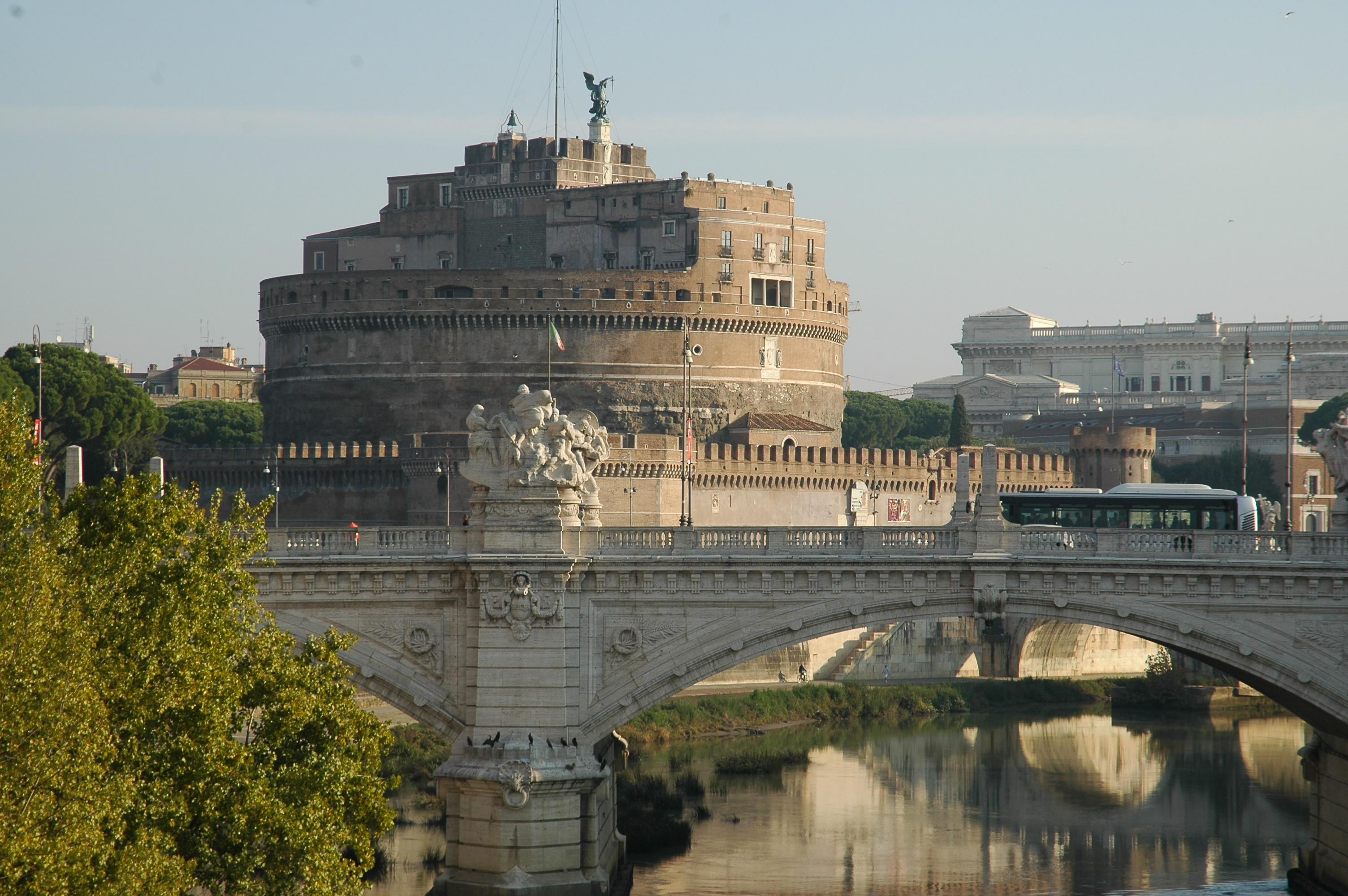
Château Saint-Ange.

Giacomo Puccini place sur les remparts du château les dernières scènes de Tosca : Cavaradossi, après avoir rêvé à son bonheur passé (E lucevan le stelle), est fusillé sur la terrasse par le peloton d'exécution et Floria Tosca, de désespoir, se jette du parapet dans le Tibre. Plusieurs scènes, intérieures et extérieures, de la version cinématographique  de La Tosca (film, 1941) ont été tournées au château Saint-Ange.
En 1954, Luchino Visconti reprend les dernières scènes de Senso au château Saint-Ange pour remplacer celles tournées en Vénétie qui avaient été supprimées par la censure. On peut également voir le château dans de nombreux films tels Vacances romaines (1953) et Anges et Démons (2009).
L'abbaye de Novacella dans le province autonome de Bolzano, a été construite sur le modèle du château Saint-Ange au XVe siècle, une singulière église ronde conçue comme une forteresse de défense contre l'empire ottoman et dédiée à l'archange Michel, appelée, en raison de sa position fortifiée « Engelsburg ».
En juillet 1954, les stylistes Vincenzo Ferdinandi, Sorelle Fontana, Emilio Schuberth, Giovannelli-Sciarra, Eleonora Garnett, Mingolini-Gugenheim et Clarette Gallotti de la « Tessitrice dell'Isola » réunis par le Sindacato italiano alta moda, organisent l'événement « Alta Moda a Castel Sant'Angelo » situé dans le cadre évocateur de la célèbre forteresse, par opposition aux défilés de mode qui se déroulaient à la même époque au palais Pitti de Florence, désertés de manière controversée par les stylistes romains.
Même le monde du jeu vidéo a consacré une grande page au château : la dernière mission d'Assassin's Creed II et une bonne partie d'Assassin's Creed Brotherhood se déroulent presque entièrement à Rome.
En 2018, une équipe de l'émission Secrets d'histoire a tourné plusieurs séquences au château dans le cadre d'un numéro de la saison 12 consacré à Lucrèce Borgia, intitulé Lucrèce Borgia, une femme au Vatican, diffusé le 28 juin 2018 sur France 2. L'émission s'attarde notamment sur le passage secret, le Passetto di Borgo, qui relie le château Saint-Ange au Vatican, que le père de Lucrèce aurait emprunté pour rejoindre ses maîtresses incognito.
Dans le dialecte romain, le bâtiment s'appelle La Cagliostra, depuis l'époque de l'emprisonnement de Cagliostro.
Le peintre Camille Corot représente le monument à plusieurs reprises.

Tableaux de Camille Corot
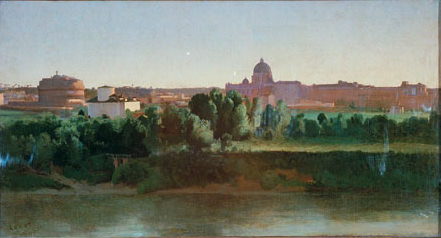
Vue du château Saint-Ange, 1825-1828 Musée national des Arts décoratifs de Buenos Aires.
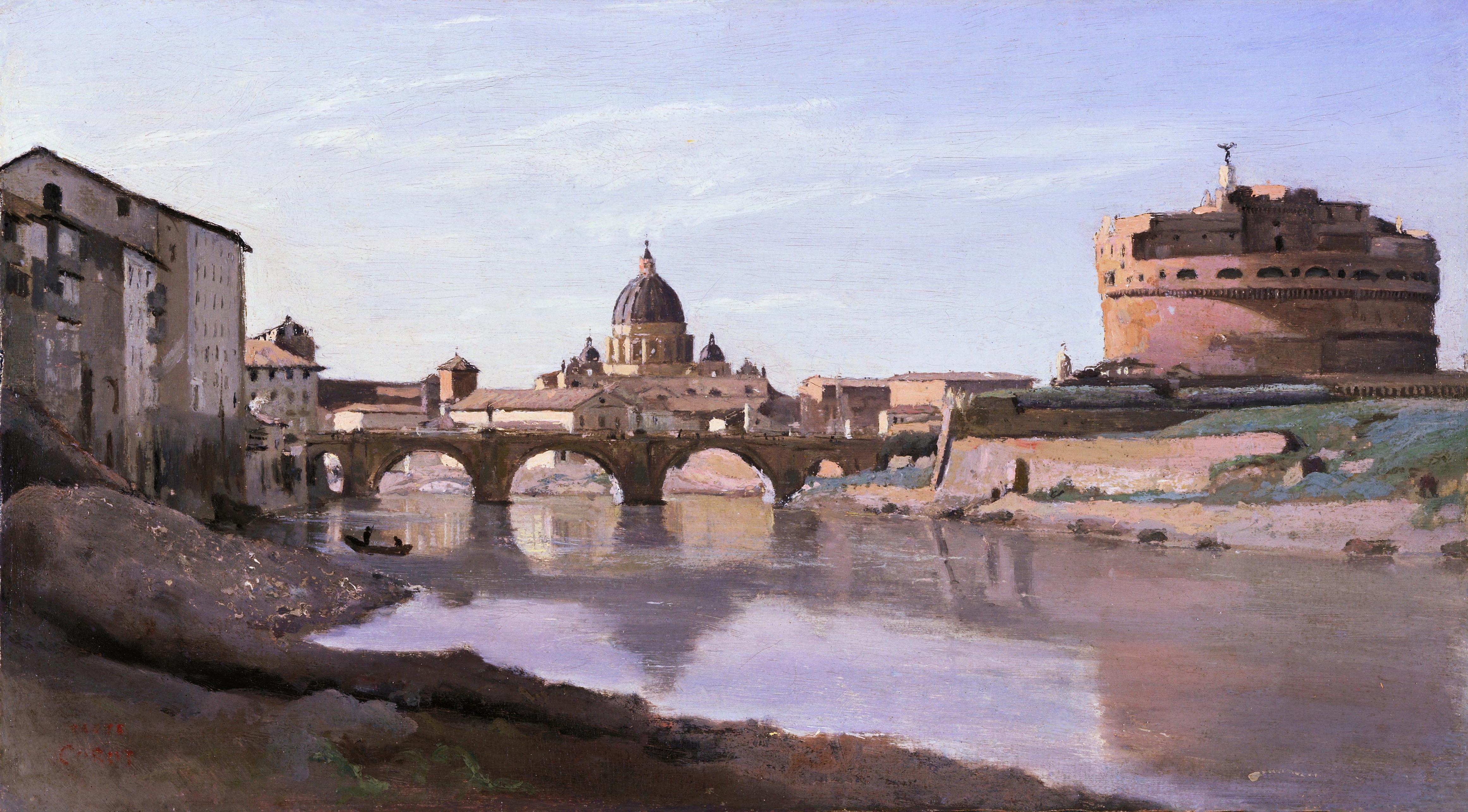
Vue de Rome : le pont et le château Saint-Ange avec la coupole de Saint-Pierre, 1826-1827 Musée de la légion d'Honneur, San Francisco[25].
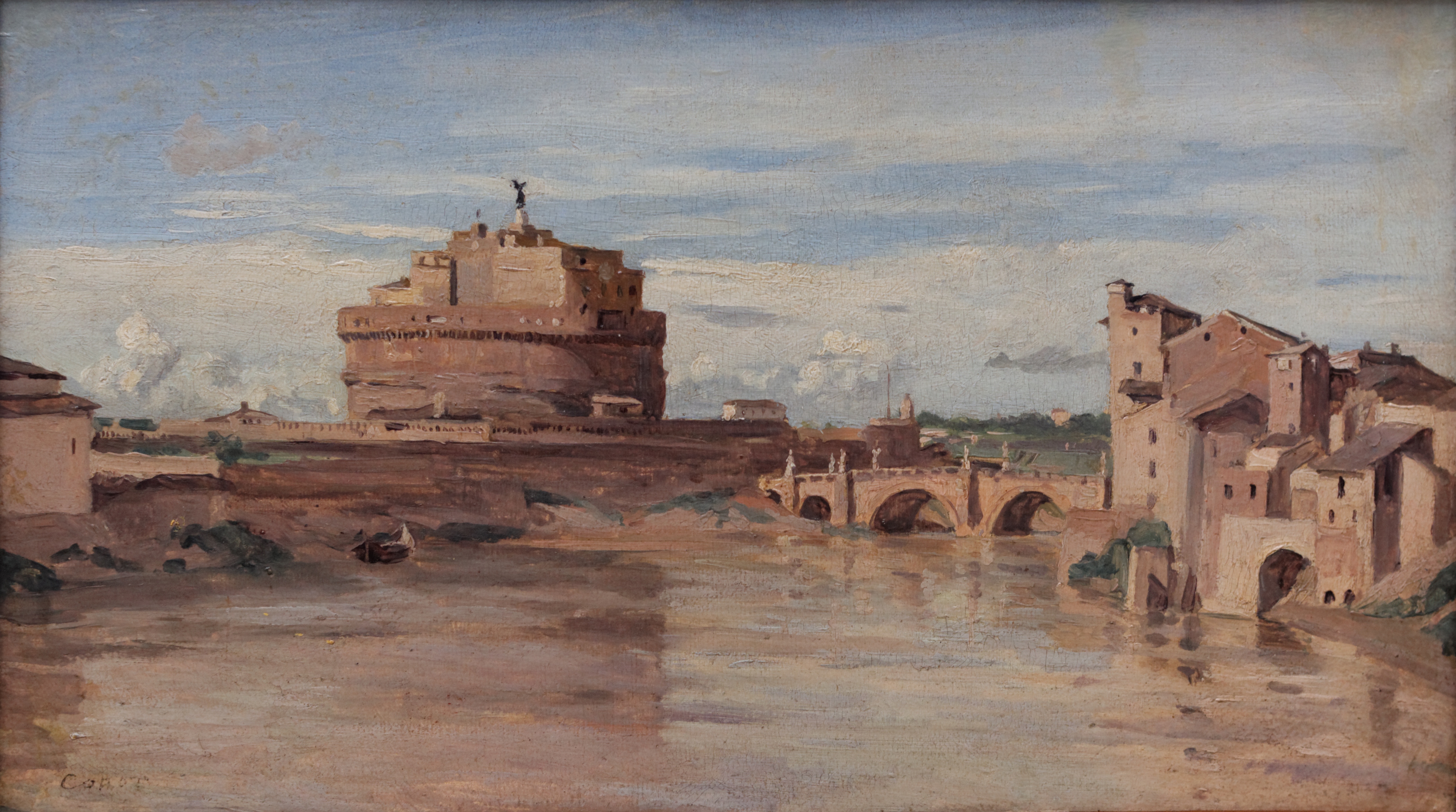
Le Château Saint-Ange et le Tibre, Rome, 1826-1828 Musée du Louvre, Paris[26].
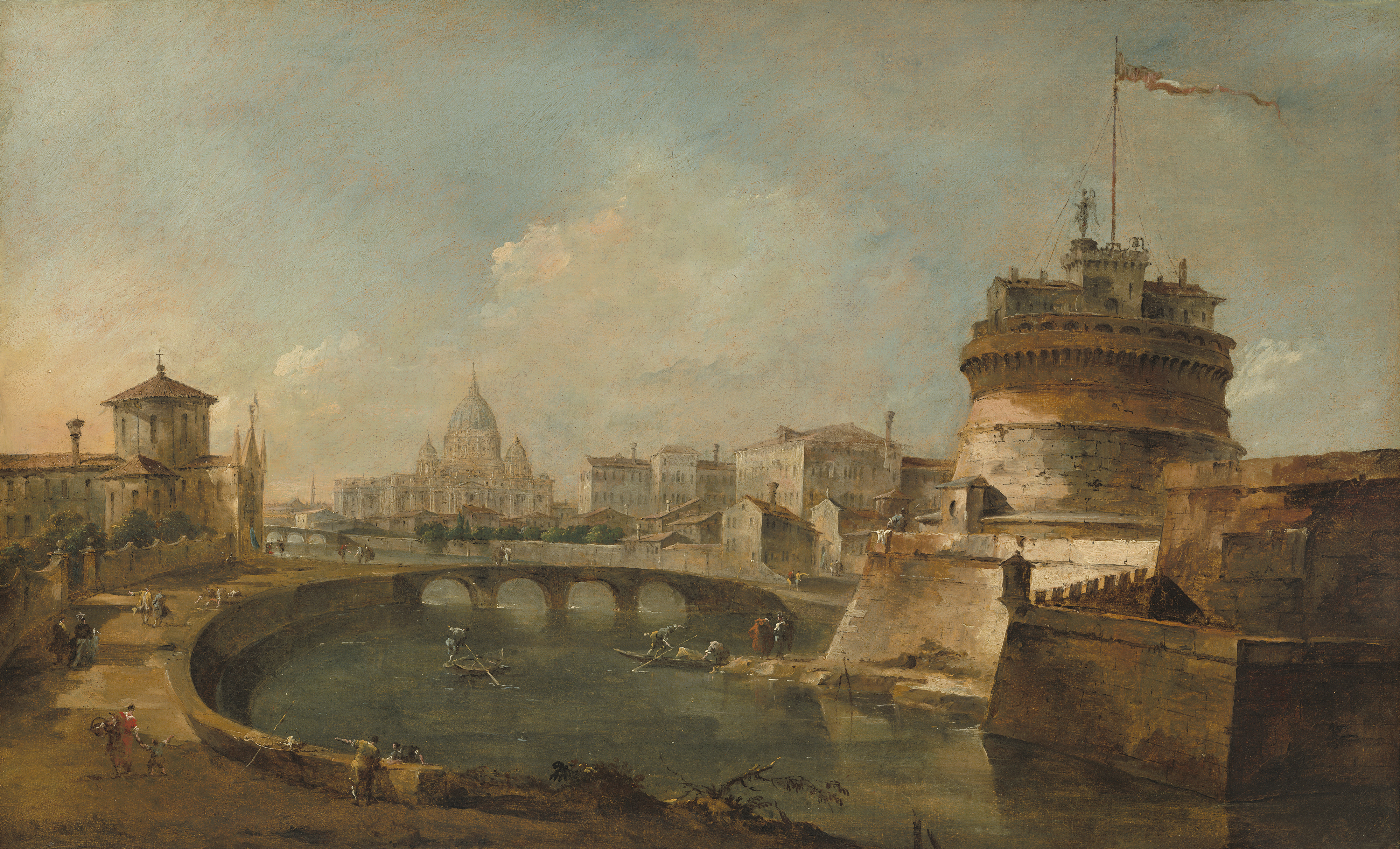
Vue fantaisie du Château Saint-Ange à Rome.